# Tony Dow
Anthony Lee Dow (Los Ángeles, 13 de abril de 1945-Topanga, 27 de julio de 2022) fue un actor, productor de cine, director y escultor estadounidense. Interpretó a Wally Cleaver en la icónica comedia televisiva Leave It to Beaver de 1957 a 1963. De 1983 a 1989, Dow repitió su papel de Wally en una película para televisión y en The New Leave It to Beaver.

## Primeros años
Anthony Lee Dow nació el 13 de abril de 1945 en Hollywood, California. En su juventud, Dow entrenó como nadador y fue campeón de clavados en los Juegos Olímpicos Juveniles.

## Carrera
Con un poco de actuación en el escenario y dos pilotos de televisión como su única experiencia actoral, su carrera comenzó cuando participó en un casting abierto y consiguió el papel de Wally Cleaver en Leave It to Beaver. Con la excepción del piloto de televisión, durante toda la duración del programa, de 1957 a 1963, interpretó al hijo mayor de June (interpretada por Barbara Billingsley) y Ward (interpretado por Hugh Beaumont) Cleaver, y el hermano mayor del protagonista Theodore. Castor" Cleaver (interpretado por Jerry Mathers).

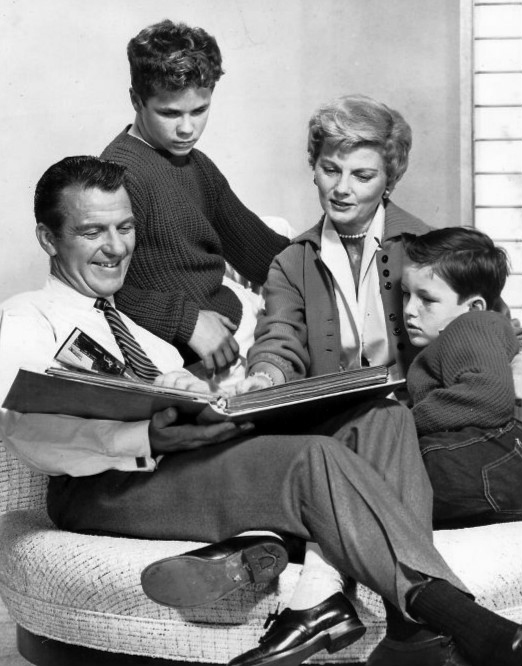
Dow (arriba) con sus coprotagonistas de Leave It to Beaver (de izquierda a derecha): Hugh Beaumont, Barbara Billingsley y Jerry Mathers, alrededor de 1959

Después de Leave it to Beaver, Dow apareció en otros programas de televisión, incluidos My Three Sons, Dr. Kildare, The Greatest Show on Earth, Never Too Young y en cinco episodios de Mr. Novak en tres roles diferentes. De 1965 a 1968, sirvió en la guardia nacional de Estados Unidos, interrumpiendo su carrera como actor. En su regreso a la actuación, apareció como estrella invitada en las series de televisión Adam-12, Love, American Style, Knight Rider, Square Pegs, The Mod Squad, Emergency! yThe Hardy Boys.
Durante la década de 1970, Dow continuó actuando mientras trabajaba en la industria de la construcción y estudiaba periodismo y cine.
De 1983 a 1989, Dow repitió su papel de Wally Cleaver en una película para televisión de reunión y una serie secuela posterior, The New Leave It to Beaver, para la cual Dow escribió un episodio en 1986. En 1987, fue honrado por la Young Artist Foundation con su Ex Child Star Lifetime Achievement Award por su papel de Wally Cleaver.
En 1989, Dow hizo su debut como director con un episodio de The New Lassie. Le siguieron episodios de Get a Life, Harry and the Hendersons, Coach, Babylon 5, Crusade y Star Trek: Deep Space Nine. Dow se desempeñó como supervisor de efectos visuales de Babylon 5. En 1996, proporcionó efectos visuales para la película para televisión de FOX Doctor Who.  
Dow también coprodujo The Adventures of Captain Zoom in Outer Space en 1995 y It Came from Outer Space II en 1996.
Además de actuar, dirigir, producir y escribir, Dow también fue escultor y creó esculturas abstractas de bronce. Dijo sobre su trabajo: "Las figuras son abstractas y no pretenden representar la realidad, sino la verdad de las interacciones tal como las veo y las siento. Encuentro la madera en las colinas de Topanga y cada pieza evoluciona desde mi subconsciente. Produzco ediciones limitadas de nueve bronces utilizando el proceso de cera perdida a partir de moldes de la escultura burl original".
En diciembre de 2008, Dow fue elegido como uno de los tres escultores para exponer en la exposición de la Société Nationale des Beaux-Arts, ubicada en el Carrousel du Louvre en París, Francia. Representó a la delegación de Estados Unidos, que estuvo integrada por artistas de la Galería Karen Lynne. Su resumen que se mostró en el centro comercial parisino se tituló "Guerrero desarmado", una figura de bronce de una mujer que sostiene un escudo.

## Vida personal
Dow se casó con Carol Marlow en junio de 1969 y su matrimonio terminó en 1978. Tuvieron un hijo, nacido en 1973. En junio de 1980, Dow se casó con Lauren Shulkind.
En la década de 1990, Dow reveló que había sufrido depresión clínica. Posteriormente protagonizó videos de autoayuda que narran esta batalla, incluido Beating the Blues de 1998. Fue hospitalizado por neumonía en 2021.

## Fallecimiento
En mayo de 2022 fue diagnosticado con cáncer de hígado. El 26 de julio de 2022, luego de un informe prematuro de su probable fallecimiento, su familia anunció que estaba en su casa en Topanga. Sin embargo, se informó que se encontraba en sus "últimas horas" y bajo cuidados paliativos. Falleció al día siguiente, el 27 de julio, a la edad de 77 años.

## Filmografía seleccionada
| - Leave It to Beaver (234 episodios, 1957–1963) - The Eleventh Hour as Bob Quincy in "Four Feet in the Morning" (1963) - Dr. Kildare (1 episodio, 1963) - The Greatest Show on Earth (1 episodio, 1964) - My Three Sons (1 episodio, 1964) - Mr. Novak (5 episodios, 1963–1965) - Never Too Young (153 episodios, 1965) - Adam-12 (1 episodio, 1970) - Love, American Style (1 episodio, 1971) - The Mod Squad (1 episodio, 1971) - Emergency! (1 episodio: "Brushfire", 1972) - Death Scream (1975) - General Hospital (episodios desconocidos, 1975) - The Kentucky Fried Movie (1977) - The Hardy Boys/Nancy Drew Mysteries (1 episodio, 1977) - Square Pegs (2 episodios, 1982) - Quincy, M.E. (1 episodio, 1983) - Knight Rider (1 episodio, 1983) - High School U.S.A. (1983) - Murder, She Wrote (1 episodio, 1987) - Mike Hammer (1 episodio, 1987) - Back to the Beach (1987) - The New Leave It to Beaver, or Still the Beaver (1985–1989) | - Charles in Charge (1 episodio, 1989) - Las pesadillas de Freddy, or Freddy's Nightmares: A Nightmare on Elm Street The Series (2 episodios, 1990) - The Adventures of Captain Zoom in Outer Space (1995) - Beyond Belief: Fact or Fiction (1 episodio, 1998) - Diagnosis: Murder (two episodes, 1999) - Dickie Roberts: Former Child Star (2003) - Babylon 5 (episodios desconocidos) - The Adventures of Captain Zoom in Outer Space (1995) - Doctor Who (1996) - The Adventures of Captain Zoom in Outer Space (1995) - It Came from Outer Space II (1996) - The New Leave It to Beaver (1 episodio, 1986) - Star Trek: Deep Space Nine (episodio: "Field of Fire", Temporada 7) - Babylon 5 (varios episodes) - Búscate la vida (episodio: "Dadicus") - Entrenador (varios episodios) - Harry and the Hendersons (TV series)\|Harry and the Hendersons |